# Подвывих головки лучевой кости
Подвывих головки лучевой кости — повреждение, довольно часто встречающееся у детей в возрасте от одного года до 3—4 лет; в более старшем возрасте встречается очень редко. Наиболее частый механизм травмы — вытяжение по оси верхней конечности (потянули за руку во время игры, ребёнок шёл со взрослым за руку и неожиданно упал, причём взрослый старался поддержать его и потянул за руку, более редко — при падениях, когда ребёнок подворачивает руку под себя).
Клиника: в момент травмы держащий ребёнка за руку ощущает хруст, после чего рука повисает в выпрямленном положении вдоль туловища. Возможно аккуратное сгибание руки до 90 градусов. Ротационные движения резко болезненны.
Диагностика и лечение: рентгенологическое исследование при типичном механизме травмы нецелесообразно, так как на рентгенограмме данная патология не диагностируется. В травмпункте производится вправление подвывиха, которое не требует обезболивания. Чаще всего через 5—10 минут ребёнок свободно начинает пользоваться повреждённой конечностью. Дополнительная иммобилизация не требуется.